# 우지해
우지해(禹智海, 1989년 5월 14일 ~ )는 대한민국의 배우이다.

## 학력
- 성균관대학교 무용학 재학

## 수상
- 2004년 문화관광부 전국청소년 창작댄스대회 은상
- 2004년 문화관광부 전국청소년 창작댄스대회 특별상
- 2007년 고등학생 무용콩쿠르 현대무용부문 대상
- 2013년 미스 인터콘티넨탈 투어리즘 퀸 인터내셔널 수도권 대회 3위

## 출연 작품

### 예능
- 2010년~2011년 MBC 가족 버라이어티 꽃다발

### 영화
- 2012년 비정한 도시 - 김선화 역